# Mændenes Moral
Mændenes Moral (originaltitel Manhandled) er en amerikansk stumfilm fra 1924 instrueret af Allan Dwan.

## Medvirkende
- Gloria Swanson som Tessie McGuire
- Tom Moore som Jim Hogan
- Lilyan Tashman som Pinkie Moran
- Ian Keith som Robert Brandt
- Arthur Housman som Chip Thorndyke
- Paul McAllister som Paul Garretson
- Frank Morgan som Arno Riccardi
- Pierre Collosse som Bippo
- Marie Shelton